# 抵抗：青年社会主义联盟
抵抗：青年社会主义联盟（英語：Resistance: Young Socialist Alliance，缩写为RYSA）是澳大利亚的一个奉行生态社会主义和反资本主义的左翼青年组织，为社会主义联盟的青年翼。总部位于悉尼。
1967年，一些左翼学生建立该组织。最初，取名为SCREW，据说是“各地培养叛乱协会”（Society for the Cultivation of Rebellion Every Where）或“争取革命和工人解放悉尼委员会”（Sydney Committee for Revolution and Emancipation of the Working Class）的缩写；几个月后，改名为抵抗；1970年，召开创始全国会议，改名为社会主义青年联盟；1980年，又改名为抵抗。该组织因积极参与抗议和各类活动（不仅限于选举活动），而在校园政治中拥有较大的影响力。
该组织曾与民主社会主义观点（社会主义联盟的前身之一）保持密切联系。2014年，该组织成为社会主义联盟的青年翼，以“整体上加强组织，并为青年融入激进政治提供坚实的框架”。所有年龄在26岁以下的社会主义联盟成员自动成为该组织的成员。
该组织在澳大利亚的各州和领地都有活动，主要据点是各地的“抵抗活动中心”，社会主义联盟和报纸《绿色左翼》在当地的分支机构也设在这里。该组织每年组织一次名为“激进思想”的青年社会主义会议。
该组织是世界民主青年联盟的成员。